# Rhaphidostegium tegeticola
Rhaphidostegium tegeticola là một loài rêu trong họ Sematophyllaceae. Loài này được Bosw. mô tả khoa học đầu tiên năm 1892.